# Dryobotodes nigrolinea
Dryobotodes nigrolinea är en fjärilsart som beskrevs av Barend J. Lempke 1964. Dryobotodes nigrolinea ingår i släktet Dryobotodes och familjen nattflyn. Inga underarter finns listade i Catalogue of Life.